# 湯流
湯流（1366年—1406年），字如川，别号川上，江西泰和縣南溪乡人。明朝翰林。

## 生平
永樂二年（1404年），湯流中式二甲第六十一名進士，授庶吉士。明成祖命解縉選士，解縉從進士中選湯流入文淵閣。永樂四年（1406年）早逝，時同在翰林院讀書之王訓、柴廣敬亦卒，朱棣聞訊，歎息不已。其同鄉好友、庶吉士曾與賢為其治葬，楊士奇作墓志銘。